# هايلي أرسينو
هايلي أرسينو (مواليد 4 ديسمبر 1991) هي مساعدة طبيب في مستشفى سانت جود لبحوث الأطفال، شاركت في مهمة إنسبايريشن 4.